# Heinrich Schönfelder

Heinrich Schönfelder als Schotte

Heinrich Ernst Schönfelder (* 16. Juli 1902 in Nossen, Königreich Sachsen; † 3. Juli 1944 bei Canossa, Provinz Massa-Carrara (vermisst); für tot erklärt am 7. November 1945) war ein deutscher Jurist, Herausgeber, Offizier der Luftwaffe des Deutschen Reiches und Autor.

## Leben
Heinrich Ernst Schönfelder wird am 16. Juli 1902 in Nossen geboren als ältester von drei Söhnen des Wäschefabrikanten Heinrich Schönfelder und seiner Ehefrau Lina, geborene Rietschel. Er besuchte zunächst die Volksschule und dann das Königin-Carola-Gymnasium in Leipzig. Am 9. Mai 1916 wurde Schönfelder konfirmiert. Kurz danach im Juni wechselte er an die seit 1543 bestehende Fürstenschule St. Afra nach Meißen. Diese Schule war in der Geschichte Sachsens ein Ort, an dem zahlreiche Mitglieder der sächsischen Elite zur Schule gingen. Zu diesen gehörten unter anderem Gotthold Ephraim Lessing und Christian Fürchtegott Gellert. Dort legte Schönfelder 1922 sein Abitur als Fünftbester seines Jahrgangs ab. Sein Studium der Rechtswissenschaften absolvierte er in Tübingen und ab dem Sommersemester 1924 in Leipzig. Er war ab dem Sommersemester 1922 bis zu seinem Tode Mitglied der Tübinger Studentenverbindung Landsmannschaft Schottland. Ab November 1923 war er zwei Monate lang Zeitfreiwilliger in einem Infanterieregiment der Schwarzen Reichswehr.
Im Januar 1925 legte Schönfelder seine erste juristische Staatsprüfung in Leipzig ab. In seiner 1926 erschienenen Dissertation hat Schönfelder für die Einführung einer faschistischen Diktatur in Deutschland plädiert und wertete die Wahlrechtsreform unter Benito Mussolini positiv. Nach seiner Promotion und dem Ablegen des zweiten Staatsexamens 1930 war er ab 1933 Amtsgerichtsrat in Sachsen.
1932 trat Schönfelder entgegen den Wünschen seiner Familie der Mazdaznan-Tempelgemeinde in Leipzig bei. Diese wurde im November 1935 wegen ihres „volksfremden, internationalistischen und pazifistischen Charakters sowie wegen ihrer dem nationalsozialistischen Rassengedanken widersprechenden Anschauungen“ verboten. Im September 1936 wurde eine Allgemeinverfügung des Reichsjustizministeriums mit dem Titel „Zugehörigkeit von Beamten zur Freimaurerloge, anderen Logen oder logenähnlichen Organisationen“ erlassen. Nach einer weiteren Allgemeinverfügung im Dezember 1936 galt die Mazdaznan-Bewegung als freimaurerlogeähnliche Organisation. Infolgedessen war Schönfelder von weiteren Beförderungen grundsätzlich ausgeschlossen.
Schönfelder trat am 1. April 1933 der NSDAP bei und wurde Blockwart. Er war außerdem Mitglied in Verbänden der NSDAP wie dem Bund Nationalsozialistischer Deutscher Juristen (Beitritt am 20. November 1933) und der Nationalsozialistischen Volkswohlfahrt (Beitritt 1. November 1934), in denen er stellvertretender Ortsgruppenleiter bzw. Hauswart wurde. Weiterhin war er Mitglied im Reichsluftschutzbund, dem Deutschen Reichsbund für Leibesübungen, im Bund Deutscher Osten und im Reichskolonialbund.
1940 ging Schönfelder, der sehr gut Italienisch sprach, zur Luftwaffe, wurde im September 1941 Offizier und 1942 Kriegsgerichtsrat in Italien. Sein Fahrzeug wurde im Juli 1944 bei einem Partisanenangriff getroffen.
Im Frühjahr 2021 gab der bayerische Justizminister Georg Eisenreich eine Studie beim Institut für Zeitgeschichte zu Schönfelder in Auftrag.

## Werke

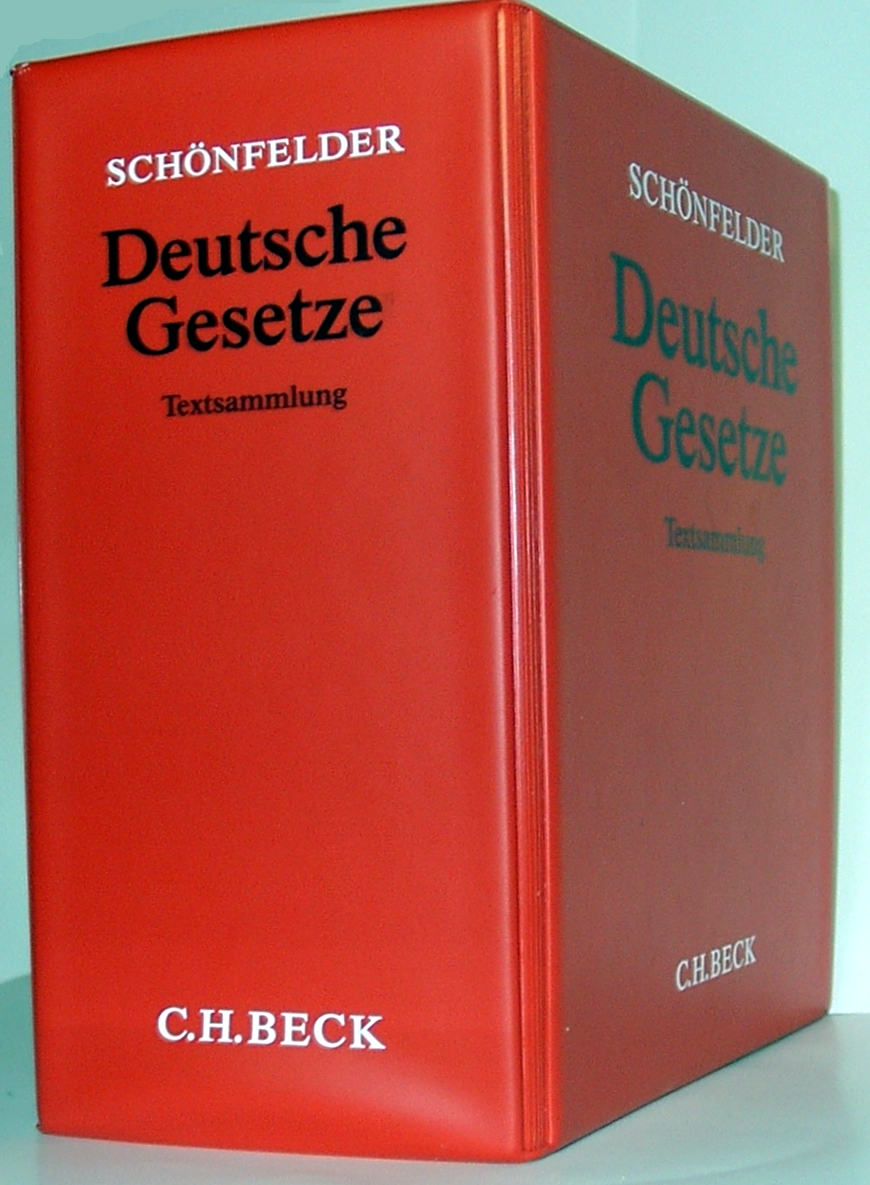
Die „Ziegelstein“ genannte Loseblattsammlung.

### Der "Schönfelder"
1931 erschien die Gesetzessammlung Deutsche Reichsgesetze, deren Herausgeber Schönfelder war. Unter dem Titel Deutsche Gesetze wird sie bis heute weitergeführt, seit der 4. Auflage (1935) als Loseblattsammlung. Schönfelder blieb auch nach seinem Tod offizieller Namensgeber, was dazu führte, dass die Sammlung im juristischen Arbeitsalltag üblicherweise als „der Schönfelder“ bezeichnet wurde, bis der Verlag C. H. Beck im Juli 2021 bekannt gab, die Textsammlung wegen Schönfelders NS-Vergangenheit ab der nächsten Ergänzungslieferung nach Mathias Habersack zu benennen.  Umgangssprachlich wird sie wegen des roten Einbandes, der Form als Quader und des erheblichen Gewichts zudem als „Ziegelstein“ bezeichnet.
Die Sammlung war bis zum Aufkommen digitaler, internetbasierter Möglichkeiten des Zugriffs auf Gesetzestexte die wohl wichtigste und am weitesten verbreitete Gesetzestextsammlung in Deutschland. Bis heute ist sie als zugelassenes Hilfsmittel für die juristischen Staatsprüfungen prägend für die Juristenausbildung in Deutschland.
In der Sammlung führte Schönfelder zudem zur Erleichterung des Arbeitens Überschriften ein, die in eckigen Klammern über den Paragraphen stehen. Inzwischen hat der Gesetzgeber die Überschriften des BGB übernommen, sie sind also Teil des Gesetzes geworden und stehen dort nicht mehr in Klammern.
Ab der 4. Auflage (1935) enthielt die Sammlung in der Nummer 1 das Parteiprogramm der NSDAP und in den Nummern 2 bis 19 die nationalsozialistischen Verfassungsgesetze. Daher ist bis heute das erste in dieser Sammlung aufgeführte Gesetz, das BGB, erst als Nr. 20 gekennzeichnet. Das unter Nummer 1 eingefügte Grundgesetz war zwischenzeitlich aus Platzgründen entfernt worden, wurde im August 2022 jedoch wieder in die Sammlung aufgenommen.
Seit 2007 gibt es neben der Loseblattsammlung wieder eine gebundene Ausgabe.

### Weitere Werke
1929, noch als Rechtsreferendar, initiierte und begründete Schönfelder beim Verlag C. H. Beck die preiswerte Reihe „Prüfe Dein Wissen“, die examensrelevantes Juristenwissen im Frage-und-Antwort-Stil vermittelt. Die erfolgreiche Reihe wurde 1934 unter den Nationalsozialisten eingestellt, aber nach Kriegsende vom Verlag neu aufgelegt und erscheint ebenfalls noch heute.

## Familie und Privates
Schönfelder war der älteste von drei Söhnen des Wäschefabrikanten Heinrich Schönfelder und seiner Ehefrau Lina, geb. Rietschel. Heinrich Schönfelder war seit 1931 mit Ellen Siebert, der Tochter eines Architekten und Baumeisters, verheiratet und hatte zwei Söhne, Heinrich und Christian, wobei der jüngere Christian 2005 im Alter von 66 Jahren verstarb und seinerseits Nachkommen hinterließ. Die Ehe Schönfelders wurde am 22. Juni 1944 durch das Landgericht Dresden geschieden.
Heinrich Schönfelder war sehr gesundheitsbewusst, was auch die Mitgliedschaft in der Mazdaznan-Bewegung erklären lässt. Für Schönfelder, der sich dem Tennis- und Golfsport zuwandte, spielte Sport eine große Rolle.

## Biographie
- Hans Wrobel: Heinrich Schönfelder – Sammler deutscher Gesetze 1902–1944. C.H. Beck, München 1997, ISBN 3-406-43085-6.
- Lutz Kreller: Juristen im Unrecht. Die Biografien von Otto Palandt (1877–1951) und Heinrich Schönfelder (1902–1944). De Gruyter, Oldenbourg, Berlin, Boston 2024, ISBN 978-3-11-138229-6.